# 小行星2026
小行星2026（2026 Cottrell）是一颗绕太阳运转的小行星，为主小行星带小行星。该小行星于1955年3月30日发现。
該小行星以美國化學家弗雷德里克·加德納·科特雷爾命名。

## 轨道参数
小行星2026的轨道半长轴为2.4467851 UA，离心率为0.116。